# Hydraena carinulata
Hydraena carinulata är en skalbaggsart som beskrevs av Claudius Rey 1886. Hydraena carinulata ingår i släktet Hydraena och familjen vattenbrynsbaggar. Inga underarter finns listade i Catalogue of Life.